# 同器官的
同器官的（どうきかんてき、英語: homorganic）とは、音声学において同一の調音位置をもつ音を言う。

## 例
日本語の撥音は後続する子音に同化して同器官的になる。
なお、スラッシュ / / で挟んだ記号は国際音声記号 (IPA) の簡略表記、角括弧 [ ] で挟んだ記号は IPA の精密表記である。
- /kaɴka/（感化）→ [kaŋka]
- /kaɴtai/（艦隊）→ [kantai]
- /kaɴpai/（乾杯）→ [kampai]

朝鮮語は音節末の [m, n, ŋ] を区別するが、話しことばの速い発音では後続する子音に同化して同器官的になるのが普通である。
- [ɕinmun] （신문、新聞）→ [ɕimmun]

英語では、閉鎖音に鼻音が後続すると、閉鎖音を外破させずに（音節形成的な）鼻音につづく。この場合、閉鎖音と鼻音は同器官的である。
- [ˈhɪdn̩] (hidden)　※IPA [◌̩] は音節主音を示す。
- [ˈkɪtn̩] (kitten)
- [ˈsɛbm̩] (seven を速く言った場合[3])
- [ˈbeikŋ̩] (bacon を速く言った場合[3])

鼻音のかわりに、歯茎音に [l] が後続したときにも同様の現象がおきる。